# Rohan Delacombe
Rohan Delacombe (ur. 25 października 1906 w St. Julian's, zm. 10 listopada 1991 w Salisbury) – brytyjski żołnierz i urzędnik państwowy, generał, w latach 1963-1974 gubernator Wiktorii.

## Biografia

### Kariera wojskowa
Urodził się na Malcie jako dziecko stacjonującego tam oficera brytyjskiej armii. Ukończył Harrow School, a następnie Royal Military College, Sandhurst - uczelnię, której absolwenci automatycznie otrzymywali szlify oficerskie. Na początkowym etapie swojej kariery wojskowej służył w Egipcie, Chinach i Indiach. W 1938 rozpoczął służbę w Palestynie, gdzie został ranny w czasie starć z członkami miejscowego ruchu narodowowyzwoleńczego. W czasie II wojny światowej walczył w Norwegii i w Normandii, gdzie w lipcu 1944 odniósł ciężkie rany. Po powrocie do zdrowia został skierowany do służby we Włoszech, a następnie ponownie w Palestynie. 
Po zakończeniu wojny służył na Malajach i w Niemczech. W latach 1953–1955 był zastępcą szefa personelu wojskowego w centrali Ministerstwa Wojny w Londynie, a następnie w latach 1955-1958 dowodził dywizją z kwaterą w Glasgow. W 1956 otrzymał awans na stopień generalski. W latach 1959–1962 był wojskowym komendantem brytyjskiego sektora w Berlinie Zachodnim. Po zakończeniu pracy na tym stanowisku, przeszedł na wojskową emeryturę. 

### Gubernator Wiktorii
W 1963 objął w dużej mierze ceremonialne stanowisko gubernatora Wiktorii. Był ostatnim zajmującym je Brytyjczykiem - wszyscy jego następcy byli już rodowitymi Australijczykami. Pełnił ten urząd do 1974, po czym powrócił do Anglii, gdzie przeżył jeszcze 17 lat na emeryturze. Zmarł w wieku 85 lat, spoczywa we wspólnym grobie ze swoją żoną na cmentarzu parafialnym w Shrewton. 

## Odznaczenia i wyróżnienia

### Najważniejsze odznaczenia
- Order Imperium Brytyjskiego klasy Kawaler (MBE, 1939)[1]
- Distinguished Service Order (DSO, 1944)[1]
- Order Imperium Brytyjskiego klasy Komandor (CBE, 1951)[1]
- Order Łaźni klasy Kawaler (CB, 1957)[1]
- Order Imperium Brytyjskiego klasy Rycerz Komandor (KBE,1961[1]; od tego momentu miał prawo do tytułu Sir przed nazwiskiem)
- Order św. Michała i św. Jerzego klasy Rycerz Komandor (KCMG, 1964)[1]
- Królewski Order Wiktoriański klasy Rycerz Komandor (KCVO, 1970)[1]

### Doktoraty honoris causa
- University of Melbourne (1967)[1]
- Monash University (1971)[1]